# Art Hurst
Arthur "Art" Hurst (* 2. Mai 1933 in Toronto, Ontario; † November 1993 in Kitchener, Ontario) war ein kanadischer Eishockeyspieler. 

## Karriere
Art Hurst begann seine Karriere als Eishockeyspieler bei der Militärmannschaft Sydney Navy, für die er in der Saison 1942/43 aktiv war. Anschließend diente er zwei Jahre lang im Zweiten Weltkrieg. Nach seiner Rückkehr aus dem Krieg spielte er von 1945 bis 1947 für die Toronto Bowser Orphans aus der Toronto Mercantile Hockey League. Einen Teil der Saison 1946/47 verbrachte er zudem bei den Toronto Staffords aus der Senior Ontario Hockey League. Von 1947 bis 1958 spielte er größtenteils für die Kitchener-Waterloo Dutchmen, mit denen er 1953 den Allan Cup, den kanadischen Amateurmeistertitel, gewann. Zwischenzeitlich spielte er zwei Jahre lang für die Stratford Indians und verpasste somit den Allan-Cup-Gewinn der Dutchmen im Jahr 1955. Nach seiner Rückkehr zu den Dutchmen repräsentierte er mit seiner Mannschaft Kanada bei den Olympischen Winterspielen 1956.

### International
Für Kanada nahm Hurst an den Olympischen Winterspielen 1956 in Cortina d’Ampezzo teil, bei denen er mit seiner Mannschaft die Bronzemedaille gewann. 

## Erfolge und Auszeichnungen
- 1953 Allan-Cup-Gewinn mit den Kitchener-Waterloo Dutchmen
- 1956 Bronzemedaille bei den Olympischen Winterspielen